# Erquy
Erquy is een gemeente in het Franse departement Côtes-d'Armor, in de regio Bretagne. De plaats maakt deel uit van het arrondissement Saint-Brieuc. Erguy telde op 1 januari 2022 3.929 inwoners.

## Asterix
Erquy zou model hebben gestaan voor het Gallische dorpje van de strip Asterix en draagt tegenwoordig de titel De geboorteplaats van Asterix. Tekenaar Albert Uderzo gaf wel aan de omgeving van Erquy goed te kennen, maar wenste in het midden te laten waar het dorpje van Asterix zich precies bevindt.

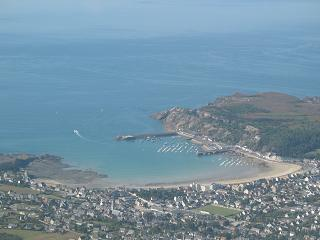
Luchtopname
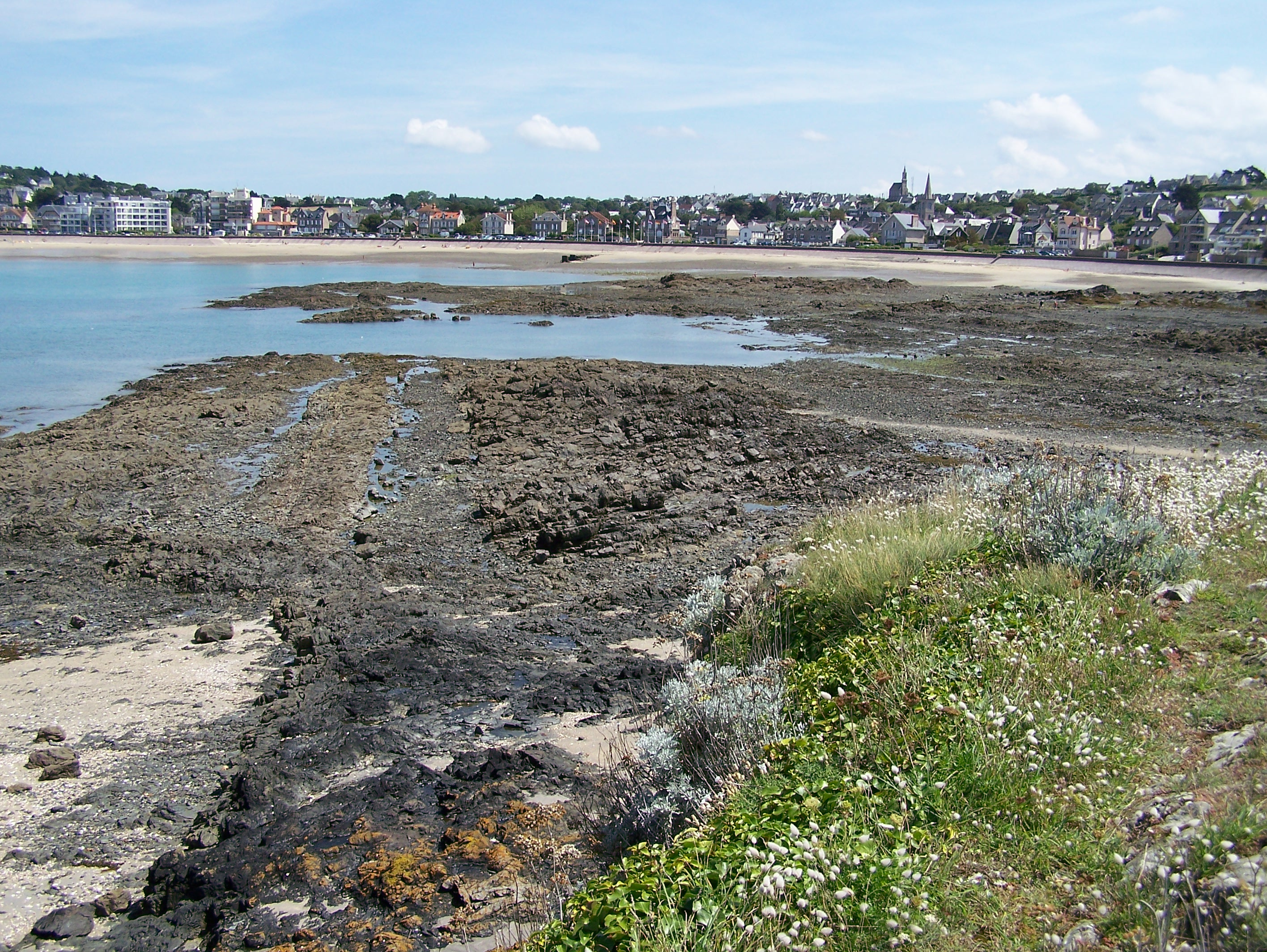
Strand van Erquy

## Geografie
De oppervlakte van Erquy bedroeg op 1 januari 2022 26,46 vierkante kilometer; de bevolkingsdichtheid was toen 148,5 inwoners per km².
De onderstaande kaart toont de ligging van Erquy met de belangrijkste infrastructuur en aangrenzende gemeenten.

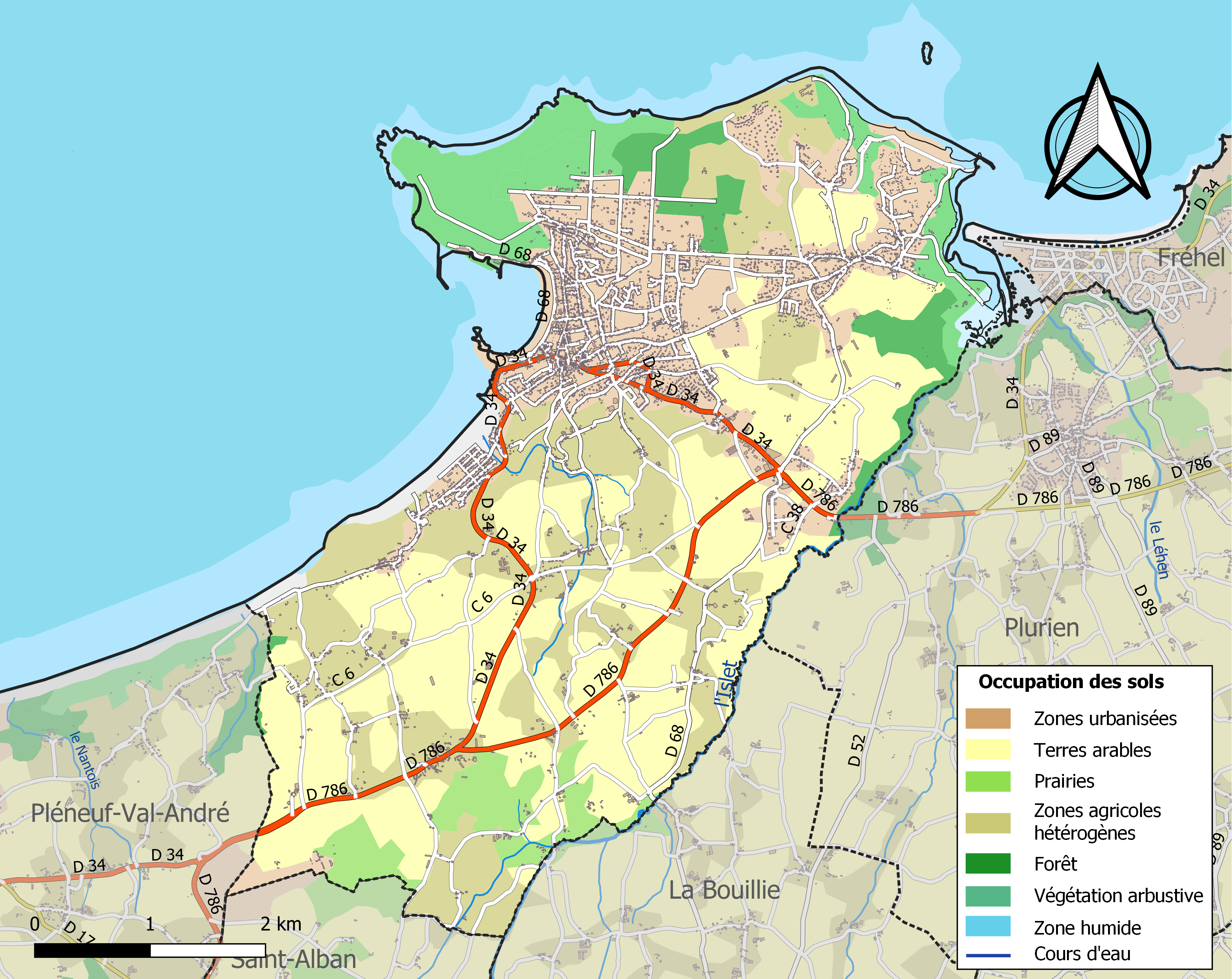

## Demografie
Onderstaande figuur toont het verloop van het inwonertal (bron: INSEE-tellingen).